# Teodor Bieregowoj-Bieregowski
Teodor Bieregowski (do 12 listopada 1958 Teodor Bieregowoj, ps. „Rekin”, ur. 16 marca 1908 w Lublinie, zm. 1 stycznia 1986 w Gdyni) – polski lekkoatleta chodziarz, pierwszy polski zawodnik klasy międzynarodowej w chodzie sportowym, olimpijczyk z Berlina (1936).

## Życiorys
Ukończył Zawodową Szkołę Rzemieślniczą w Lublinie (1925–1929), a następnie w tym samym mieście szkołę podoficerską 8 Pułku Piechoty Legionów (1931) oraz kurs instruktorów wychowania fizycznego CIWF w latach 1935–1936.
Jako lekkoatleta specjalizował się w chodzie sportowym, reprezentując klub Strzelec Lublin (1931–1937), a następnie po przeniesieniu się do Gdyni i podjęciu pracy w Urzędzie Morskim) – Bałtyk Gdynia (1937–1939).
Trenując u Antoniego Cejzika wystąpił na igrzyskach olimpijskich w 1936 w Berlinie, gdzie w chodzie na 50 kilometrów zajął 9. miejsce. uzyskał wówczas wynik 4:42:49, który jako najlepszy wynik w Polsce został poprawiony dopiero w 1963.
Na mistrzostwach Polski w 1934 w Bydgoszczy jako pierwszy ukończył chód na 50 km, ale tytułu nie zdobył, gdyż startował poza konkurencją. Oprócz rekordowego wyniku z Berlina dwukrotnie poprawiał najlepszy wynik w Polsce w chodzie na 20 kilometrów doprowadzając go do 1:38:59 (rekord pobity 27 maja 1956).
W 1936 r. zwyciężył w zorganizowanym przez ukazujący się w Bydgoszczy Tygodnik Sportowy plebiscycie na najlepszego sportowca Pomorza.
W czasie wojny obronnej 1939 walczył w stopniu bosmana w obronie Gdyni jako zastępca dowódcy placówki na wzgórzu 133. Został ranny i wzięty do niewoli, z której uciekł. Podczas okupacji przebywał w Lublinie, pracując w dziale telekomunikacyjnym stacji kolejowej.
11 sierpnia 1944 wstąpił na ochotnika do wojska. Ukończył Centralną Szkołę Oficerów Polityczno-Wychowawczych w Lublinie i otrzymał awans na stopień podporucznika oraz skierowanie na stanowisko zastępcy dowódcy kompanii w Marynarce Wojennej.
26 lutego 1946 został zdemobilizowany i podjął pracę w Polskich Liniach Oceanicznych jako steward gospodarczy i ochmistrz. Pochowany na cmentarzu Witomińskim w Gdyni (kwatera 54-4-11).

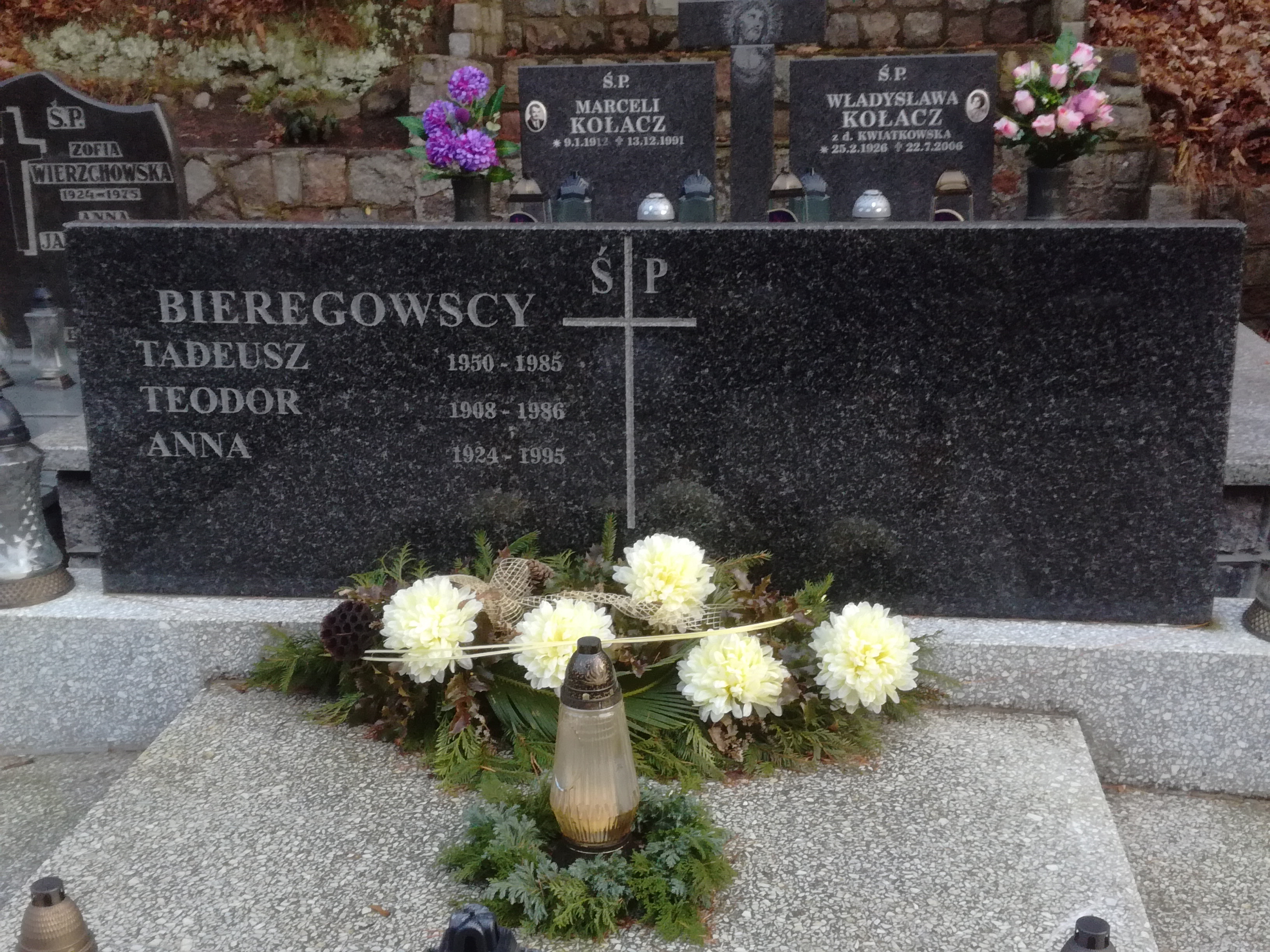
Grób Teodora Bieregowoja-Bieregowskiego na cmentarzu Witomińskim

### Rekordy życiowe[6][7]
| Konkurencja    | Data i miejsce            | Wynik     |
| -------------- | ------------------------- | --------- |
| chód na 3000 m | 9 września 1933, Toruń    | 13:41,3   |
| chód na 10 km  | 18 września 1937, Lublin  | 50:12,8   |
| chód na 20 km  | 14 czerwca 1936, Warszawa | 1:38:59,0 |
| chód na 50 km  | 5 sierpnia 1936, Berlin   | 4:42:49,0 |

Był zawodnikiem Strzelca Lublin (1031-1937), Bałtyku Gdynia (1937-1939) i Kotwicy Gdynia (1945-1946).